# Будинок розпусти

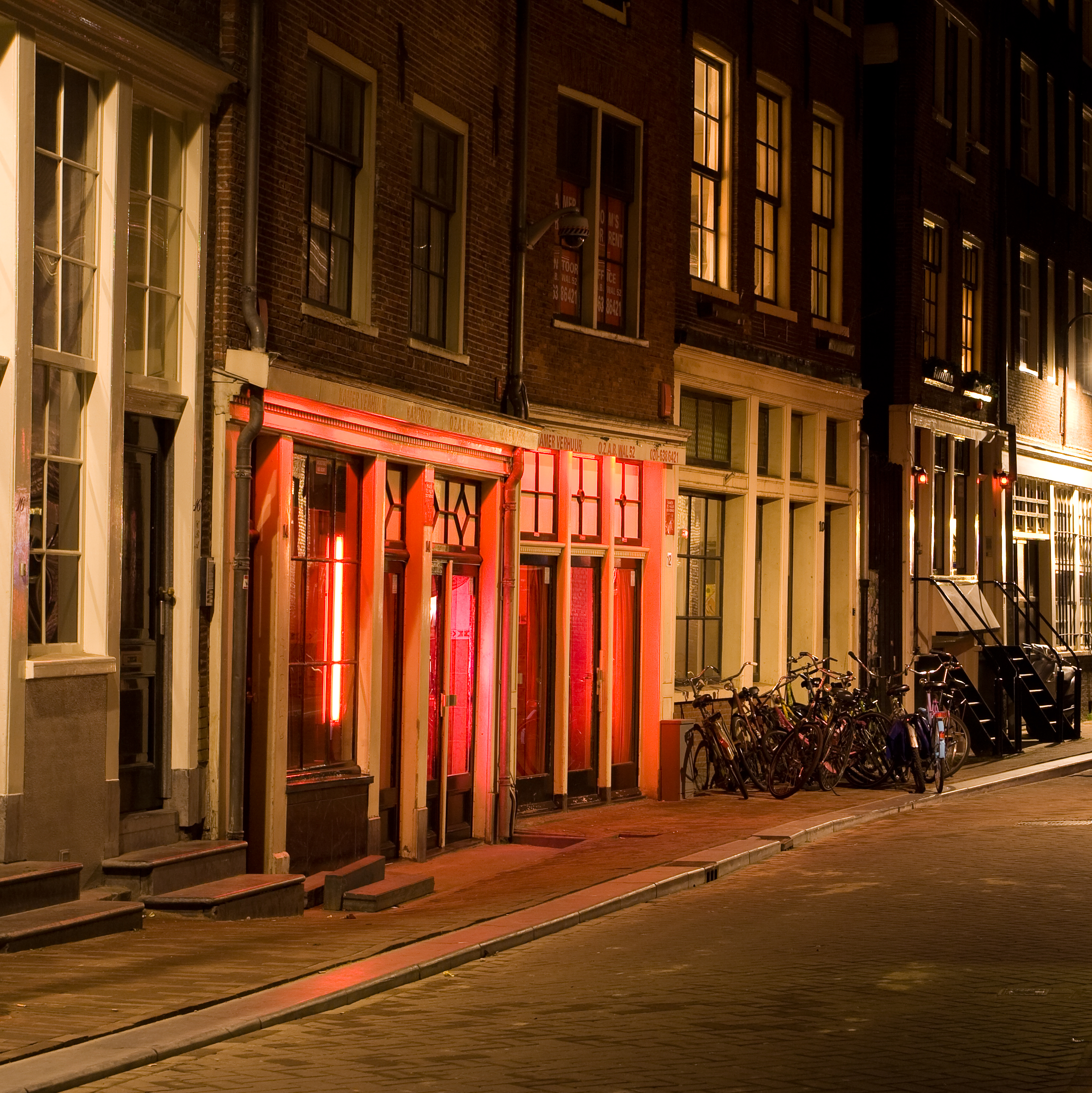
Два бурделі на вулиці у кварталі червоних ліхтарів Амстердама

Бурделі є законними лише в країнах, позначених зеленим або блакитним

Бурді́й або бурде́ль  (фр. bordel), також публі́чний дім, будинок розпусти, дім терпи́мості (калька з фр. maison de tolérance) — форма організованої проституції, при якій утримувач окремого місця надає його за плату для занять проституцією. У багатьох країнах утримання бурдіїв є кримінально караним діянням, що, однак, не означає їх відсутності. У низці країн вони мають офіційний статус. 

## Історія
Бурдії відомі історії протягом багатьох століть. У 1862 році при розкопках Помпеї був виявлений давньоримський Лупанарій (від лат. Lupa — вовчиця, блудниця). Пізніше він був перетворений на музей в рамках загального музейного комплексу Помпеї. Помпейський Лупанарій був знову відкритий для туристів після реставрації влітку 2006 року.
Зі слів генерала Миколи Антипенка влітку 1944 року для радянських офіцерів були відкриті зі згоди верховного командування два бурдії. Називалися вони «будинки відпочинку». Експеримент швидко провалився. Перша ж група офіцерів після 3-тижневого користування бурдієм повернулися на фронт, прихопивши з собою проституйованих жінок.

## Правовий статус
У більшості європейських країн бурдії були незаконними після Другої світової війни. У Франції вони заборонені в 1946 році. В Італії бурдії визнані незаконними в 1959 році.
Нідерланди — одна з країн з найліберальнішою політикою проституції, яка приваблює секс-туризм з багатьох інших країн. Амстердам відомий кварталом червоних ліхтарів.
Найбільше бурдіїв у Європі знаходиться в Кельні, Німеччина.
У деяких країнах, таких як Австралія, бурдії є юридично регульованими, однак на ряду з ними співіснують неофіційні бурдії. За даними на 2009 рік приблизно лише 10 % проституції відбувається в офіційних бурдіях.